# ジェイコブ・P・アドラー
ジェイコブ・P・アドラー（Jacob Pavlovich Adler、1855年2月12日 - 1926年4月1日）は、イディッシュ劇場の俳優。ユダヤ系移民。
女優サラ・アドラーとの子供にルーサー・アドラー、ジェイ・アドラー、ステラ・アドラー。ダイナ・シュテッティンとの間にセリア・アドラーがおりいずれも俳優である。最初に結婚したソーニャ・アドラーとの間にも子供がいた。